# Милосердие (христианство)
Милосе́рдие (лат. misericordia) — одна из важнейших христианских чувств, добродетелей, исполняемая посредством совершения различных добрых дел. Любовь к ближнему — неразрывно связана с заповедью любви к Богу. Опирается на тезис, что в любом человеке следует видеть «образ Божий» независимо от его недостатков.

## Христианский смысл милосердия
Согласно христианской доктрине, любовь к Богу, подобно всем религиозным чувствам, приобретает в сердце человеческом действительное значение, лишь становясь любовью в Боге к людям:

Блаженны милостивые, ибо они помилованы будут
— Мф. 5:7

Что пользы, братия мои, если кто говорит, что он имеет веру, а дел не имеет? может ли эта вера спасти его? Если брат или сестра наги и не имеют дневного пропитания, а кто-нибудь из вас скажет им: "идите с миром, грейтесь и питайтесь", но не даст им потребного для тела: что пользы? Так и вера, если не имеет дел, мертва сама по себе. Но скажет кто-нибудь: "ты имеешь веру, а я имею дела": покажи мне веру твою без дел твоих, а я покажу тебе веру мою из дел моих
— Иак. 2:14

Итак, если ты принесешь дар твой к жертвеннику и там вспомнишь, что брат твой имеет что-нибудь против тебя, оставь там дар твой пред жертвенником, и пойди прежде примирись с братом твоим, и тогда приди и принеси дар твой
— Мф. 5:23

Кто говорит: "я люблю Бога ", а брата своего ненавидит, тот лжец: ибо не любящий брата своего, которого видит, как может любить Бога, Которого не видит?
— 1Ин. 4:20

и любить Его всем сердцем и всем умом, и всею душею, и всею крепостью, и любить ближнего, как самого себя, есть больше всех всесожжений и жертв.
— Мк. 12:33
«Различен милования образ и широка заповедь сия», — говорит св. Иоанн Златоуст.
Дела милости телесной следующие: кормить голодных, напоить жаждущего, одеть нагого или имеющего недостаток в приличной и необходимой одежде, посетить находящегося в тюрьме, посещать больных, беженцев принять в дом и успокоить, погребать умерших в нищете.
Духовные дела милости суть следующие: увещанием обратить грешника от заблуждения пути его (Иак. 5:20), неведующего научить истине и добру, подать ближнему добрый и благовременный совет в затруднении или не примечаемой им опасности, молиться за него Богу, утешить печального, не воздавать за зло, которое сделали нам другие, от сердца прощать обиды.
В подаче милостыни и, шире, — в оказании помощи вообще, особое место занимало представление о важности соблюдения тайны. Дела милосердия лучше всего творить незаметно, безымянно, чтобы тот, кому оказывается милость, не мог поблагодарить и другие люди не могли бы похвалить. Иначе доброе дело может не быть зачтено на небе, так как дающий получил уже награду на земле.

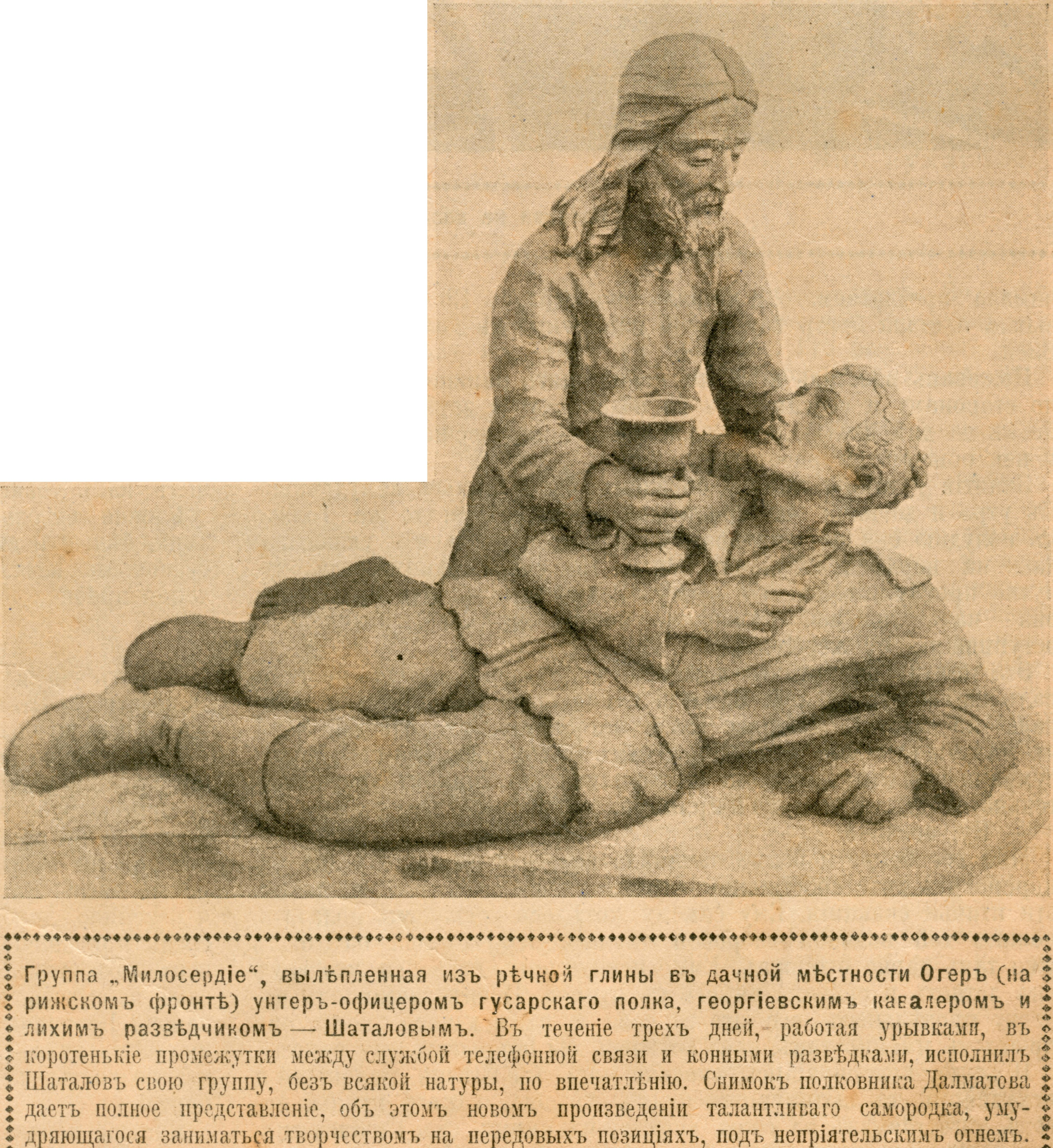
Георгиевский кавалер М. А. Шаталов. Скульптура Милосердие, вылеплена на фронте ПМВ. Иисус Христос причащает умирающего русского солдата. 1915

Считалось, что христианин должен подавать милостыню, не задумываясь, на пользу ли она пойдёт просящему:

Всякому просящему у тебя дай, когда творишь милостыню, пусть левая рука твоя не знает, что делает правая.
— Мф. 5:42
Каждому, просящему у тебя, давай и не требуй возвращения назад: потому что Отец желает, чтобы всем подавалось от Его собственных даров. Блаженен дающий согласно заповеди: потому что он неповинен. Горе же берущему: потому что если кто берёт, имея в том нужду, то будет неповинен; не имеющий же нужды даст отчёт, почему и на что он взял; и, оказавшись в заключении, он будет допрошен о том, что сделал со взятым, и не выйдет оттуда до тех пор, пока не отдаст последнего кодранта.
Тем не менее, милосердие не должно превращаться в человекоугодие, так как угождать следует только Богу.
Для христианина заповедан не единократный случайный акт добродетели, «по настроению» или «когда придется», но спонтанное сострадание должно являться неотъемлемой частью самого христианского отношения к окружающему миру:

«Кому повелено любить ближнего своего, как самого себя, тот, конечно, не один день, но всю жизнь свою должен любить его таковым. Так же и тот, кому заповедано давать всякому просящему, заповедь иметь всю жизнь свою поступать так. Равно как и от желающего, чтоб другие делали ему добро всегда, разумеется, требуется, чтоб он и сам то же делал для других. Так как любящий ближнего своего, как самого себя, не может дозволить себе любить что больше ближнего, то если кто, имея, не раздает независтно, пока и сам не сделается бедным и не уподобится ближним своим, тот не оказывается точным исполнителем заповеди Владычней. Равным образом не оказывается хотящим давать всякому просящему тот, кто, имея хоть грош или кусок хлеба, отошлет ни с чем просящего у него, — или, не делая сам для ближнего, чего тот желает, отошлет, чтоб сделал для него это другой кто. Таким образом, и тот, кто всякого бедного и нищего кормил, поил, одевал и все другое для него делал, а презрел только одного и об одном понерадел, — и этот сочтен будет презревшим Христа Бога, алчущего и жаждущего. Предположим теперь в уме своем, что сто бедных суть как один Христос, ибо Христос совершенно нераздельно пребывает. Кто потому дал по монете девяносто девяти бедным, а одного разбранил, прибил и выгнал ни с чем, кому тот, думаешь, сделал это? Не то спасает, если кто однажды и одному кому окажет милость, хотя то, если кто и одного презрит. Ибо — взалкахся и возжадахся — сказано не про один случай и не про один день, но указывает на всю жизнь. Равным образом — напитасте, напоисте, одеясте и прочее, что следует, не на однократное дело указывает, но на всегдашнее и в отношении ко всем. Кто подал милостыню сотне нуждающихся, но, могши дать и другим, накормить и напоить многих, — отказал умолявшим его и вопиявшим к нему, тот будет судим от Христа, как не напитавший Его, потому что и в этих всех Он есть тот же самый, которого питаем мы в каждом из бедных. Кто ныне всем нуждающимся все потребное для тела доставил, тот, если завтра, имея возможность то же сделать, вознерадит о некоторых братиях и оставит их умирать с голода, жажды и холода, — Того самого оставил умирать, Того самого презрел, Кто сказал: понеже сотвористе единому сих братий моих менших, Мне сотвористе (Мф. 25:40). Того ради Господь благоволил восприять лицо каждого бедного и каждому бедному Себя уподобил, чтоб никто из верующих в Него не возносился над братом своим, но чтоб каждый, видя в брате своем Бога своего, почитал себя меньшим и худшим брата своего, как есть меньше Сотворшего его, и как Сего, принимал его и чтил, и в помощь ему готов был истощить все имение своё, как Христос и Бог наш истощил кровь Свою для спасения нашего»— Преп. Симеон Новый Богослов
 - милосердие всегда охотное и желанное испытываемое чувство, ревностно творимое с душевной радостью и готовностью, становящееся ведущей ролью, пронизывающей всю нашу жизнь.

«Что пользы человеку от вчерашней сытости, если он голоден сегодня? Так и душе не в пользу вчерашнее доброе дело, если сегодня оставлено исполнение правды»— Свят. Василий Великий

«Добродетели эти требуют не только неоднократного проявления, они должны всегда пребывать в нас, быть присущими нам, укорененными в нас. И они не должны оставаться на одном уровне, но все более и более умножаться (преуспевать) и возрастать в силе и плодотворности»— Еп. Феофан Затворник
Наилучший образец милосердия представил Иисус Христос в притче «О милосердном самарянине».
В милосердии всегда присутствует элемент альтруизмa:

«Себялюбие — это исполнение прихотей своего ветхого человека: и объедение, и эгоизм, и упрямство, и зависть. Любовь к себе уничтожает любовь к ближнему; себялюбие лишает нас мира и радости. …Однажды ночью во сне один человек услышал голос „Пойдём, я покажу тебе ад“. Тогда он оказался в комнате. Посередине её стоял стол, за ним сидело много людей. На столе была кастрюля, полная еды. Но люди были голодны: они черпали длинными ложками из кастрюли, но не могли поднести ложки ко рту. Поэтому одни из них ворчали, другие кричали, третьи плакали. …Потом он услышал тот же голос „Пойдём, теперь я покажу тебе рай“. Тогда он оказался в другой комнате, где стоял такой же стол с кастрюлей, и также вокруг него сидели люди с длинными ложками. Однако все были сыты и веселы, потому что каждый из них, черпая из кастрюли еду, кормил своей ложкой другого. Теперь ты понимаешь, как можешь ещё в этой жизни ощутить рай? …Творящий добро радуется, потому что утешается Божественным утешением. А делающий зло страдает, и земной рай превращает в земной ад. Уже в этой жизни мы начинаем ощущать рай или ад»— Паисий Святогорец

«О ближнем они не думают, люди забывают о тех, кто страдает. Предположим, что те, кто выбрасывает пищу, не знают о том, что рядом с ними есть люди, имеющие нужду. Но почему же они не спрашивают, чтобы узнать? Мы не даем даже того ненужного, что у нас есть. Когда один человек не может купить необходимого ему, а другой имеет вещи, которые сам не использует, и не дает их тому, кто в нужде, то это грех. …У нас есть все, и поэтому нам не больно за других. Они не ставят себя на место другого, чтобы не потревожиться и не потерять своего покоя. Но с таким внутренним расположением как они смогут найти бедняка? Если человек думает о другом, то он находит бедняка и находит то, в чём он имеет нужду. Человек, имеющий любовь, не довольствуется лишь тем, чтобы давать тому, кто попросит у него милостыни, но и сам ищет людей, находящихся в нужде, чтобы поддержать их. …Один голодный понимает другого. Сытый голодного не разумеет. Если ты тоже испытываешь боль, то ты думаешь о боли другого человека, встаёшь на его место и большую боль испытываешь не за себя, а за него. То есть твоя собственная боль помогает тебе понять боль других. А когда ты принимаешь свою собственную боль с радостью, то ты утешаешь и тех, кому больно. Но и тот человек, у которого ничего не болит, пусть хоть немного пострадает за тех, кто испытывает боль. Как говорили фарасиоты: „Я понесу твою котомку“, то есть я возьму на себя твою боль, твою муку, твоё горе. …Боль другого человека нужно сделать своей болью. Я видел, что другому больно, и забывал свою собственную боль. Чудо происходит, когда ты соучаствуешь в боли другого. Главное в том, чтобы ты ощутил человека братом и тебе стало за него больно. Так и в больницах: если врачи и медсестры действительно страдают за больных, то это является самым действенным лекарством из всех, которые они им дают. Больные ощущают участие к ним и чувствуют уверенность, безопасность, утешение. Тому, кто страдает, не нужны ни наши многие слова, ни наши поучения. Он понимает, что тебе за него больно, и это помогает ему. Если нам больно за других, то мы забываем себя, свои собственные нужды»— Паисий Святогорец

«После кратковременной земной жизни, — напоминал отец Макарий своим слушателям, — настанет смерть и за нею ответ перед Богом: как мы употребили полученные нами от Него дарования. Богатые, как избранные и доверенные приставники Его сокровищ, — получили от Него богатство, чтобы быть раздаятелями последнего между бедными. Кто был приставником верным, тот услышит после данного отчета оное вожделенное: „Рабе благий и верный, вниди в радость Господа твоего“; но что услышит тот, кто был приставником неверным и врученное ему для раздаяния другим утаил только для самого себя? После краткой временной жизни настанет вечность и в царстве вечной Божией любви будет наслаждаться блаженством только тот, кто здесь, как Писание называет эту жизнь, вовремя купит себе право на него любовию к ближним. Богатые, собирающие богатство только для себя, делают то, чтобы, отказывая в вечном блаженстве самим себе, оставлять временное благополучие своим детям и внукам. Но Бог обыкновенно разрушает их суетные советы — доставить пользование своим кровным: Он не наделяет их хорошими детьми, так что нажитое ими с исключительными заботами о детях скоро неразумным образом проживается этими последними… Бог одинаково любит всех людей и каждого человека в отдельности. Но Он сотворил людей так, что не все обладают одинаковою способностью к приобретению благ земных, что одни обладают ею более, другие менее: где же Его одинаковая любовь к людям? Сотворив не всех людей с одинаковою способностью к приобретению благ земных, Бог возложил обязанность на тех из них, которым дал большие дарования, заботиться о тех, которым дал меньшие дарования, дабы таким образом люди, представляя собой союз связуемого взаимною любовию братства, все наслаждались Божиим даром жизни с её благами в одинаковой степени. Таков божественный идеал, с которым сотворены люди и от которого они отступили. Человек, живущий только для себя со своей семьёй — сознает себя в этом мире как бы врагом всех, потому что из всех помышляет извлекать только пользу; заботясь только о себе, он — один против всех, и чувство, которое наполняет его душу, есть чувство одиночества среди людей и фальшивости положения между ними; напротив, человек, который поставляет одною из целей своей жизни благотворение ближним, живо чувствует себя их братом, и это чувство братства с людьми, дающее сознавать смысл жизни среди них, наполняет сердце человека блаженством, выше которого ничего нет, потому что Господь, который есть любовь, сотворил людей именно для блаженства братской любви. Греховное себялюбие сузило в людях чувство родства до тесных пределов любви к отцу и матери и к своим родным детям. Все люди суть одинаковые дети Божии и все суть братья и что на богатых возложена Богом обязанность оказывать помощь бедным. Спаситель заповедует: возлюбиши искренняго твоего, яко сам себе, то есть Он заповедует богатым заботиться о бедных столько, чтобы последним так же было хорошо жить, как им самим»— Голубинский Е. Е. Повесть о хорошем человеке. О реформе в быте Русской Церкви. — М., 1913

## Влияние понятия «образа Божьего» на понимание милосердия
Любовь смотрит на творение Божие сквозь грехопадение, прозревая в нем неотменимое бытийственное ядро, мы должны восприимчивым сердцем, а не обманчивыми глазами, внутренне прозревать подлинную богообразную красоту человека, то порой, что умом трудно понять сердцем можно прочувствовать, даже когда любят человека заведомо ущербного, любят не за что-то определенное, какие-то там черты и свойства характера, не ущербность выходит в нем на первый план, за ней предполагаются какие-то позитивные реалии, их более или менее сокровенное присутствие, в тенденции отдаленной перспективы тяготеющие стать таковыми, в любви один человек говорит другому безусловное «да». Митр. Антоний Сурожский говорит очень хорошие слова об этом же: «…Христос обращается как бы насквозь, через грех, к тому потаенному сердца человеку (1Пет. 3:4), в котором есть жизнь и в котором есть сыновнее достоинство любви». В этом явлено подлинное «братское» отношение к ближнему: если брат поступает не так, как следовало бы, и не так, как нам хотелось бы, и согрешает, и, может быть, даже тяжко согрешает и обижает нас, но он ведь не перестаёт быть мне братом и мы же не перестаём его любить и прощаем ему много-много раз, — такая любовь не бывает во вред, а бывает она только ко спасению, а во вред бывает её недостаток.

«Не смешивай человека — этот образ Божий — со злом, которое в нем. Потому что зло есть только случайное его несчастие, болезнь, мечта бесовская, но существо его — образ Божий — все-таки в нем остается»— Св. Прав. Иоанн Кронштадтский
Духовное и телесное попечение это как терпеливый, вдохновенный, упорный труд художника или реставратора-иконописца, обновляющего и вновь вырисовывающего сокрывшийся, свернутый под грязным слоем гнетущей нищеты и облепившего порока светлый остаток подлинно-неизменной красоты личности, образа Божьего в падшем человеке:

«…должны научиться прозревать в человеке образ Божий, святыню, которую мы призваны привести обратно к жизни и к славе, так же как реставратор призван вернуть к славе икону испорченную, затоптанную, простреленную, которую ему дают»— Митр. Антоний Сурожский

«Часто мы видим лишь внешнего человека, поруганного грехом, утопающего в страстях, и не замечаем того образа Божия, который сокрыт под внешними наслоениями. А именно его мы должны увидеть и ему поклониться в каждом из наших ближних.»— Еп. Иларион (Алфеев)

«Человек носит образ Божий в высших свойствах души, особенно, в её бессмертии, в свободной воле, в разуме, в способности к чистой бескорыстной любви.»— Прот. Михаил Помазанский
Все добрые и благородные свойства и способности души являются таким выражением образа Божия, способность понимать прекрасное, творить прекрасное вокруг себя. Никакой человек, даже тяжко грешный, не лишен этой искры Божией.

«Чти всех, как образы Божии, всем благожелай и благодетельствуй по силе, пред всеми смиряйся и всем угождай в пределах добра, радуйся с радующимися и соскорби скорбящим, никого не осуждай и не уничижай, даже в мысли и чувстве, от ищущих у тебя совета и вразумления не скрывай истины, когда знаешь, сам же в учители никому не навязывайся, паче же всего блюди мир и согласие со всеми, с готовностию на всякие для того со своей стороны жертвы, и всевозможно избегай соблазнить кого»— Преп. Никодим Святогорец
Одна душа, созданная по образу Божию, драгоценнее в очах Бога, нежели тысячи миров со всем их содержимым, ценнее всех земных сокровищ и богатств, за которые люди убивают друг друга. Христианством нам заповедано милосердие — ко всем людям без обособляющего исключения и дискриминирующего разделения: «Любите врагов ваших, благословляйте проклинающих вас, благотворите ненавидящим вас и молитесь за обижающих вас и гонящих вас. Ибо, если вы будете любить любящих вас, какая вам награда? Не то же ли делают и мытари? И если вы приветствуете только братьев ваших, что особенного делаете? Не так же ли поступают и язычники? Будьте совершенны, как совершен Отец ваш небесный; ибо Он повелевает солнцу Своему восходить над злыми и добрыми и посылает дождь на праведных и неправедных» (Мф. 5:44), — то есть будьте милосерды, как и Отец ваш милосерд (Лук. 6:36), живите божественною жизнью, не уподобляйтесь во зле и коварстве своим врагам, но будьте миролюбивыми миротворцами. «Поэтому христианская любовь, в противоположность плотской, которою мы естественно любим своих: это любовь к ним в Боге, как к детям Божиим. Христианская любовь производит коренное изменение в самой личности человека, в его самочувствии, в его отношении к своему и не-своему. Это различие своего и не-своего изменяется так, что своё исчезает в Божием, а Божиим обнимается все не-своё. По этому же самому и различие между братом и врагом не есть безусловное, но, основываясь на естественном пристрастии и ненависти, оно падает вместе с ними. Очевидно, от меня не требуется, чтобы я любил врагов только потому, что они враги. От меня требуется, чтобы я любил врагов, как детей Божиих, а равно и своих, не как уже своих, а как тоже детей Божиих. Христианин заботится о своих, но желает он им того же, чего желает врагам как детям Божиим. Он желает им духовных благ, честности, правды, мира, чистоты, святости. Так всякий христианин должен любить свою семью, свой народ! В этом основной нерв христианской любви» (Тареев, Михаил Михайлович, «Цель и смысл жизни» М., 1901). Поэтому всякая междоусобная вражда на планете — сродни попытке человечества к «коллективному самоубийству»; то есть враждуя против «ближнего» — человечество воюет против самого себя (разрушительными последствиями глобальных войн)… «Люби ближнего своего, как самого себя. Мне было дано увидеть смысл этой заповеди в форме гигантского, вселенского древа, корнем которого является Адам. Сам я — не более чем листик на ветви этого древа. Но оно мне не чужое: оно — моя основа, я принадлежу ему. Молиться за весь мир — значит молиться за это древо во всей его целокупности, со всеми миллиардами его листьев» (Архим. Софроний (Сахаров)). Это сострадание поистине вселенского масштаба, это осознание онтологического единосущия всего человеческого рода и систологической общности своего личного бытия с общечеловеческим бытием; также это чувство благоговения перед человеческой жизнью вообще и нашей человеческой ответственности друг перед другом и перед всем творением; христиане выступают за общество сострадания и участия, взаимности и солидарности, в котором никто не сможет оставаться равнодушным, когда видит любое страдание, испытываемое любым членом человеческого рода в любой части мира. Здесь говорится о смысле внутреннего уравнивания себя с другим безо всяких иных мотивов, осознание единоприродной равноправной близости себя с ним, проецирования себя во образ другого в попытке соучастия и сопереживания поставить себя на его место. Наша личность расширяется объемля весь мир — но при этом сохраняя свою цельность, оставаясь самим собой. Чужой грех — нами осознается и нам причиняет боль как свой собственный; мы скорбим, печалимся и соболезнуем о язвах чужой души, молимся о вразумлении наших врагов, снисходительно-терпеливо ожидаем возвращения заблудших. «Плачь обо всех» — это значит, что «все будут тебе родные и милые, и будешь проливать обильные слезы за ближнего и за всякое дыхание и тварь» (Преп. Силуан Афонский); таким же образом и страдание другого — это мое страдание, и исцеление моего ближнего — мое исцеление, а «слава брата моего будет также и моей славой»; «если милующий других сам помилован будет, то, как полагаю, весь мир держится покаянием, когда один от другого промыслительно бывает вспомоществуем» (Преп. Марк Подвижник); «носите бремена друг друга, и таким образом исполните закон Христов» (Гал. 6:2); «посему, страдает ли один член, страдают с ним все члены; славится ли один член, с ним радуются все члены» (1Кор. 12:26). Когда мы произносим "Отче н а ш " (а не «мой»), мы думаем обо всем человечестве и испрашиваем полноту благодати для всех, как для самих себя, — говорит о. Софроний. Свят. Григорий Нисский подчеркивает ту же мысль, слова "и остави нам долги н а ш а " произносятся нами от имени Адама, так же как и от нашего собственного имени.

"Христос вместил в Себя «всего Адама» и пострадал за него; потому и нам следует вместить в себя жизнь всего человечества, видя в каждом человеке «вечного брата своего»: «в вечности все мы едино, и потому каждый из нас должен заботиться не только о себе, но и об этом всеединстве». И все это до такой степени, что, по словам о. Софрония, «в глубоком сердце своем христианин каким-то образом переживает всю историю мира, как свою собственную и нет тогда для него чужого человека… бытие всего человечества не есть для него нечто чуждое, постороннее, но неотделимо связано и с его личным бытием; чрез любовь Христову все люди воспринимаются как неотъемлемая часть нашего личного вечного бытия». Так сильно в нас чувство единения с нашими ближними, что мы начинаем смотреть на все человечество, как если бы оно составляло одного Человека. «Весь Адам становится единым Человеком — Человечеством. В глубокой молитве за весь мир, как за „самого себя“, в каждом человеке реально живет все человечество, как единая жизнь, единая природа во множестве персон». Именно потому, что мой ближний — это я сам, и потому, что его жизнь — моя собственная, я должен любить врагов своих. Только в свете учения преп. Силуана о «всем Адаме» мы можем по-настоящему понять, почему он придает такое исключительное значение любви к врагам. Я должен любить врага моего потому, что мой враг — это я сам; я — тот «Другой», которого я считаю своим врагом. Его жизнь — моя, а моя — его (во взаимосвязи судеб). Любовь к врагам есть непосредственное следствие нашей неразрывной взаимосвязанности во «всем Адаме»"— Еп. Каллист (Уэр)
Мы можем негативно относиться к самому дурному аморально-асоциальному «образу жизни» (форме поведения), но при этом продолжая сострадать и жалеть самого г р е ш н и к а его ведущего — его личные грехи не должны встать непреодолимой преградой на пути для наших искренних, живых, доброжелательных чувств и для миролюбивой терпимости. Мы не сливаем до неразличимой неразборчивости и степени смешения (то есть отделяя грех от самого человека) — саму (1) л и ч н о с т ь в человеке и его пусть хотя и ложные (2) в з г л я д ы — но помогая даже чужеплеменному и неверному, не деля единоприродных с нами людей на «достойных» или «недостойных», мы воздаем честь и хвалу не его убеждениям, — а образу Божьему пребывающему в нем…

«Ближний — равноправное мне существо, тот же человек, что я, тот же образ Божий и вместе малый мир; и как он то же, что я, то и любить его надо мне, как я сам себя люблю. Возлюбити искренняго твоего яко сам себе (Мф. 22:39), — надо наблюдать его, как свою плоть и кровь: обращаться с любовью, кротко, ласково, прощая погрешности его, как себе охотно прощаю, как сам жажду от других прощения или снисхождения моим немощам, то есть чтобы и не замечали их, как бы их не было, или заметили ласково, кротко, любезно, доброжелательно. Люби всякого человека, несмотря на его грехопадения. Грехи грехами, а основа-то в человеке одна — образ Божий. Другие со слабостями, бросающимися в глаза, злобны, горды, завистливы, скупы, сребролюбивы, жадны, да и ты не без зла, может быть, даже в тебе его больше, чем в других. По крайней мере в отношении грехов люди равны: вси, сказано, согрешиша и лишени суть славы Божией (Рим. 3:23), все повинны пред Богом и все равно нуждаемся в Божием к нам милосердии. Потому любя друг друга, надо терпеть друга друга и оставлять, прощать другим их погрешности против нас, чтобы и Отец наш небесный простил нам согрешения наши (Мф. 6:14). Таким убеждением, предохранишь себя от многих грехов и страстей; беда наша часто в том, что мы своё зло приписываем другому; будучи сами злы, мы не хотим видеть добра и в других. Господи! даждь мне зреть мои прегрешения, чтобы я не презирал грешников, мне подобных, и не питал к ним зла в сердце за грехи их и сам бы себя презирал по достоинству, как грешника первого. Итак, всею душою чти и люби в каждом человеке образ Божий, не обращая внимания на его грехи — Бог един свят и безгрешен. Еще почитай человека, несмотря на его грехи, потому, что он всегда может исправиться; о язвах его надо пожалеть, поболезновать да помолиться, как о своих. Уважай же человека, спасай его; береги и себя, не раздражайся, не озлобляйся, не завидуй, не обижай, не лги, не прелюбодействуй, не кради, и долготерпи погрешностям и заблуждениям человека падшего. Приучи себя всегда смотреть на всякого человека с высоким почтением, сколько бы ни был человек, по видимому, мал и незначителен. Величайшее светило отражается в бесконечно малых телах земных, в бесчисленном множестве их, и образ человека отражается в малых зрачках глаз: так мысленное Солнце — Христос изображается в малых существах — людях, в бесконечном множестве их. Солнце, отражаясь во множестве малых и великих тел, освещает весь мир, покрывая собою всего его: так и Господь. Почитая всякого человека, мы почитаем Самого Бога и самих себя: ибо ближний — другой, пятый, десятый, сотый, тысячный, миллионный — я; подобно множеству листьев на дереве, а все — одно дерево, одинаковою жизнью живут, одинаковое происхождение имеют, одинаковый вид имеют, одинаковое начало, одинаковый и конец. Всячески почитай лики человеков живых, да почитаешь как должно лик Божий. Ибо лик Господа Иисуса Христа есть лик человеческий. — Не уважающий лика человеческого не уважит и лика Божия! Видя лица других, я вижу своё лицо, ибо все мы как один, сотворены Богом, от одного человека, от одной крови, и все равно по образу Божию, — и потому на всех должно смотреть чисто, неблазненно, не враждебно, не лукаво, не корыстно, а с чистою Божией любовью. Итак, виждь в других себя, да и другие видят в тебе себя, люби всех, как себя. Имей христианское благоискусство от сердца благословлять проклинающих тебя; люби врагов своих искренно, не обращая внимания на их вражду, но — видя в них себя самого. Сохрани кроткое и миролюбивое расположение к брату даже тогда, когда он коварно или хитростью, или же как-либо ненамеренно лишает тебя последнего достояния. Тут-то и покажи, что ты любишь в ближнем образ Божий больше всего земного и тленного, что любовь твоя николиже отпадает (1Кор. 13:8); христианин должен так горячо и крепко любить ближнего, чтобы мог всегда говорить: что ны разлучит от любве Божия и от ближнего? скорбь, или теснота, или нагота, или беда, или меч (Рим. 8:35), или деньги, или сладости пищи и питья, или богатое жилище, или попеченье об одежде, или разные житейские удовольствия? Так пьяница для удовольствия плоти и одурения себя не жалеет множества денег, а нищим жалеет копейки; куритель табаку бросает на ветер десятки и сотни рублей, а нищим жалеет копеек, которые могли бы спасти его душу; любящие одеваться роскошно или охотники до модной мебели и посуды тратят на одежду и мебель с посудою огромные деньги, а мимо нищих проходят с холодностью и презрением; любящие хорошо поесть не жалеют на обеды десятки и сотни рублей, а бедным жалеют грошей. Делай добро ненавидящим тебя, как сын Отца Небесного, который благ есть на безблагодатныя и злыя, веруя, что благим победишь злое; потому что добро всегда сильнее зла»— Св. Прав. Иоанн Кронштадтский
Каждый человек сотворен прекрасным, надобно только эту изначальную красоту разглядеть. …Бывает, изящная красота какого-либо произведения искусства или вида природы, благотворно очистительно воздействует на нашу душу, пробуждает в ней лучшие чувства; бывает также наша любовь раскрывает подлинное своеобразие и наполняет предначальной красотой любимого нами человека, придавая ему особую ценность в своих очах, способна вновь оживить, окрылить, вдохновить и сподвигнуть его на достижение нравственных высот, победы над собой, стяжание добродетелей и без помощи которой, с нашей стороны, без сознания что кто-то его ещё не бросил, окончательно не отвернулся и продолжает всё равно любить, несмотря на множество его грехов — он бы нравственно опустился, морально деградировал, не увидел бы света выхода из своей кромешной тьмы. Даже если человек оказался сам по себе «недостойным», — то любовь, живущая в нас и распространяющаяся через нас, как бы заново освящает его, перерождает и позволяет увидеть в нём всё самое сохранившееся ценное, дорогое, интересное и прекрасное что в нём ещё осталось, не умерло окончательно. Вздыхая о земных недостатках в ближнем, мы радуемся духовному и вечному в нём; иными словами — когда мы ставим свою любовь перед лицо Божие и Божиими лучами освещаем и измеряем любимого человека; и в этом — глубокий смысл, как бы по-христиански «венчающий» любимого человека в созерцаемый царственный «образ Божий», подспудно сокрытый и проступающий в нем. В этом благоговейно любовном «обожании» любимым в наших очах, сродни обожествлению, его образ освящается и возводится на некий новый сакральный уровень в свете божественного: «Я сказал: вы — боги, и сыны Всевышнего — все вы» (Пс. 81:6).

«Бог… отражается в жизни человека. Так изображает себя солнце в чистой дождевой капле. В дождевой капле мы видим солнце. Но то, что видим в ней,- не солнце. Солнце — там, на недосягаемой высоте. Лишенные славы христианства не лишены другой славы, полученной при создании: это — образ Божий. Если образ Божий будет ввергнут в страшное пламя ада — и там я должен почитать его. И слепому, и прокаженному, и поврежденному рассудком, и грудному младенцу, и уголовному преступнику, и язычнику окажи почтение, как образу Божию. Что тебе до их немощей и недостатков! Наблюдай за собою, чтобы тебе не иметь недостатка в любви. Воздавай почтение ближнему как образу Божию, — почтение в душе твоей, невидимое для других, явное лишь для совести твоей; и деятельность твоя да будет таинственно сообразна (этому) твоему душевному настроению. Воздавай почтение ближнему, не различая возраста, пола, сословия, — и постепенно начнет являться в сердце твоем святая любовь»— Свят. Игнатий Брянчанинов

«…Для любви все злое, дурное в живом существе есть только умаление, искажение его истинной природы, только момент небытия, примешивающийся к бытию и препятствующий его осуществлению: она отвергает зло и борется против него, как любящий борется с болезнью и упадком сил любимого существа. Всякая положительная реальность, вся многообразная полнота сущего радостно приемлется любовью, ибо все истинно-сущее, как таковое, она воспринимает, как проявление божественного первоисточника жизни. Всякое отрицание здесь подчинено утверждению, моральная оценка есть здесь не суд, а диагноз болезни и ведет не к фанатизму ненависти, а к стремлению излечить, выправить истинное, положительное существо того, что искажено злом, помочь заблудившемуся найти правый путь, соответствующий его собственному назначению и подлинному желанию. Христианская религиозная установка есть установка любви: она усматривает высшую, абсолютную ценность и онтологическую обоснованность человека в той исконности, полноте и глубине его существа, которое мы называем личностью, если она воспринимает человека как святыню, как образ и потенциальный сосуд Бога»— С.Л. Франк
Надо смотреть не на внешний неказистый вид людей с их всем присущими какими-то несовершенствами, недостатками, всех таких слабых, грешных и уязвимых, а видеть в них внутренний образ Христа. И когда проявляем интерес к ближнему ради него самого (а не ища нашей корыстной выгоды), и чем глубже вглядываемся в увиденном в Христовом свете ближнего, взирая на нуждающегося человека пред собой, — мы молитвенно возносимся умом к его Создателю и таинственно созерцаем в нём самом о б р а з Х р и с т а (Сам Господь невидимо предстоит нам в образе обездоленных ближних и через них): «…Приидите, благословенные Отца Моего, наследуйте Царство, уготованное вам от создания мира: ибо алкал Я, и вы дали Мне есть; жаждал, и вы напоили Меня; был странником, и вы приняли Меня; был наг, и вы одели Меня; был болен, и вы посетили Меня; в темнице был, и вы пришли ко Мне. …Так как вы сделали это одному из сих братьев Моих меньших, то сделали Мне» (Мф. 25:34).

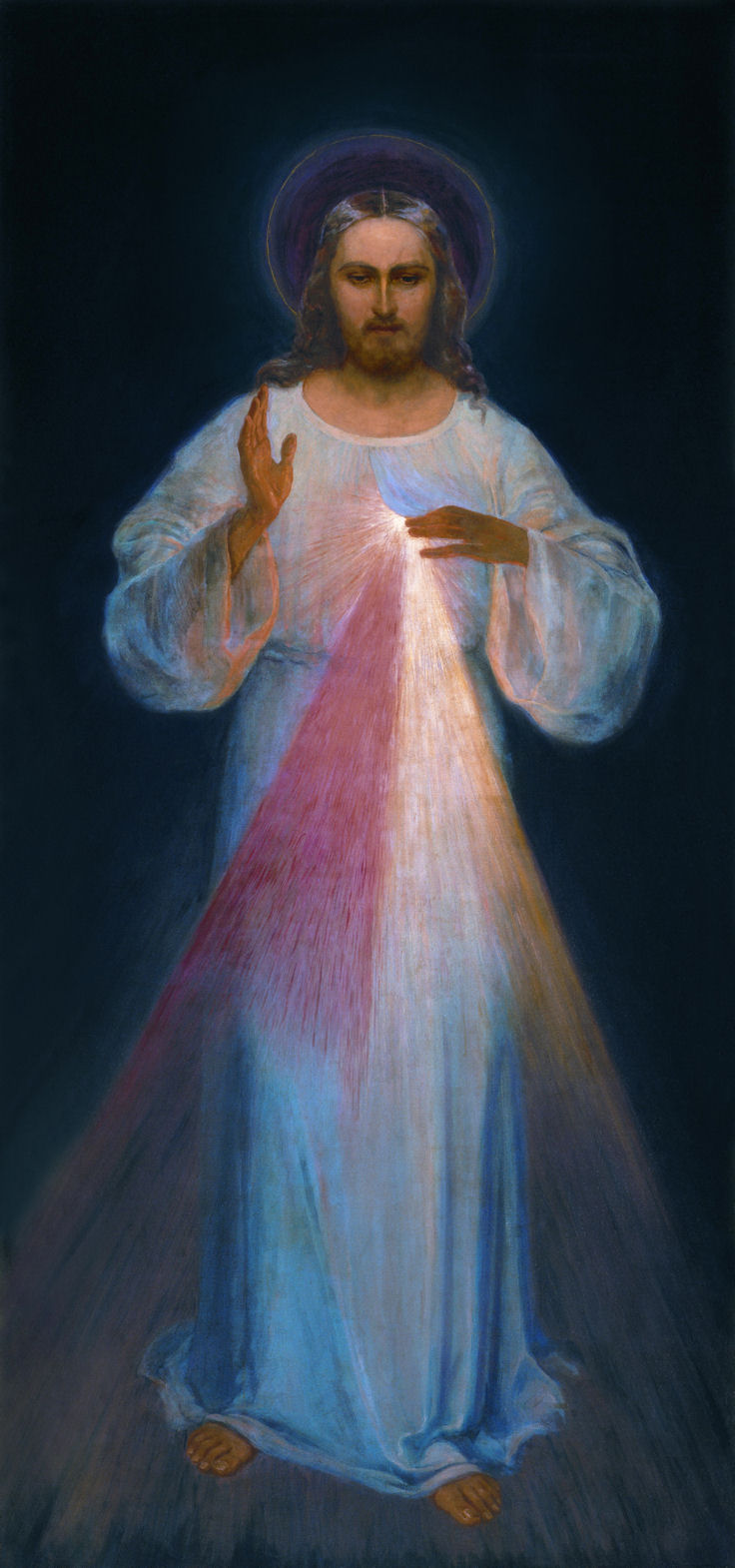

«Не презирай бедных. Спросите себя: кто они? — и откроете их величие: они обладают ликом нашего Спасителя… Бедные суть управители нашей надежды, стражи Царства, открывающие врата праведным и запирающие их пред злыми и самовлюбленными; страшные обвинители, горячие защитники»— Свят. Григорий Нисский

## Цитаты христианских святых о милосердии
«Привык человек к злу — он его и считает своим нормальным, естественным состоянием, а добро ему кажется чем-то неестественным, стеснительным, для него непосильным. Если же человек привык к добру, то уже делает его не потому, что надо делать, а потому, что он не может не делать, как не может человек не дышать, а птица — не летать. Человек, добрый умом, укрепляет и утешает прежде всего самого себя. И это совсем не эгоизм, как некоторые несправедливо утверждают, нет, это истинное выражение бескорыстного добра, когда оно несет высшую духовную радость тому, кто его делает. Добро истинное всегда глубоко и чисто утешает того, кто соединяет с ним свою душу. Нельзя не радоваться, выйдя из мрачного подземелья на солнце, к чистой зелени и благоуханию цветов. Нельзя кричать человеку: „Ты эгоист, ты наслаждаешься своим добром!“ Это единственная неэгоистическая радость — радость добра, радость Царствия Божия. И в этой радости будет человек спасен от зла, будет жить у Бога вечно»— Архим. Иоанн (Крестьянкин)

«…Любовь к ближнему и служение благу ближнего во имя этой любви — главнейшая нравственная обязанность христианина, и только тот, кто положит душу свою за други своя, спасёт её, а „иже бо аще хощет душу свою спасти, погубит ю“. (Мф. XVI,25). Молитва за других, болезновать душой за грехи людей и с любовью о них молиться — это жертва, равной которой нет ничего на свете; молитва — это „слёзы ребёнка“ — как сказано у поэта; молитва — чистейшая — самая святая созерцающая любовь; кто не любит, тот не может молиться!.. Любовь — альфа и омега нашей жизни; она есть душа нашей души. Кто не любит, тот „…яко медь звенящая или кимвал звяцаяй“ (1 Кор. XIII,1): мы не можем сеять добро кругом нас, если его нет в нас; мы не можем дать другим того, что сами не имеем. В блаженстве любви заключается то блаженство, которое обещано праведникам за гробом. Оно начинается здесь на земле; но вполне раскроется тогда, когда человек увидит „лицом к лицу“ то, что он теперь постигает отчасти, „якоже зерцалом в гадании“. Любовь к ближнему и любовь к Богу не два, а одно чувство, проявляющееся под двумя различными формами. Любви к Богу может противоречить только ложная любовь к людям, которая ставит тварь выше Бога; о такой любви говорит Спаситель: „иже любит отца или матерь паче мене, несть мене достоин; иже любит сына или дщерь паче мене, несть мене достоин“ (Мф. X,37). Любовь к Богу невозможна без любви к людям и наоборот. Кто любит Творца, тот любит и творение Божие — особенно то, которое носит на себе образ Христа. Любя творение, мы необходимо любим и Творца. В творении мы познаём и любим Творца, и творения мы любим постольку, поскольку в них отражаются божественные совершенства. Чем больше мы привязаны друг к другу, тем ближе к нам Бог; чем меньше, тем он дальше от нас. Представим себе геометрический круг. Центр его — Бог; радиусы — люди. Чем радиусы ближе к центру, тем меньше между ними расстояние; чем дальше, тем промежуток больше. Все материальные частицы земного шара влекутся силою притяжения к центру; на пути они сталкиваются, взаимно притягиваются, и все объединяются в одном центре. Люди также стремятся к Богу. Общая цель связывает их воедино и образует из них одну семью, в которой Бог — Отец, все люди — братья…»— Прот. Николай Троицкий

«Любовь есть великое благо, первое и исключительное из всех благ, она сочетает собою Бога и обладающих ею людей. Эту связь мы знаем как любовь и именуем любовью, не считая любовь к Богу и любовь к ближнему за нечто раздельное, но признавая её всю целиком за единую и ту же самую, ибо ею мы обязаны Богу и она сочетает людей друг с другом. Через любовь ко Творцу настолько почитая творение, насколько оно служит Ему и насколько того требует логос естества, устанавливающий в качестве закона равночестие и исключающий из естества всякое неравенство, проявляющееся вследствие предубеждения к какому-либо человеку, поскольку этот логос всех заключает в самом себе единой силой тождества. Через эту силу любви человек добровольно освобождает себя от самого себя, отделившись от представлений и свойств, которые он был склонен мыслить относящимися к себе соответственно греховной воле. Он собирает себя в единую простоту и тождество, сообразно которым никто никоим образом не отделяет своего от общего, но каждый — для каждого и все — для всех, и, более того, для Бога скорее, чем друг для друга имеют единое существование, являя собою (и в естестве, и в воле) наиединственнейший логос бытия и Бога, соборно мыслимого в этом логосе… Ведь когда вырывается себялюбие, которое, как я сказал, есть начало и матерь зол, то вместе с ним обычно вырываются и все пороки, проистекающие из него и следующие за ним: когда оно не существует, то вообще не может существовать какого-либо вида порока или следов его, вместе с этими пороками вырывается с корнем ярость, гнев, кровопролитие, коварство, лицемерие, притворство, злоба, жадность и все то, чем разделяется единый человек. Вместо них в душу внедряются всяческие виды добродетели, дополняющие силу любви, сочетающую человека в единстве логоса его естества и образа существования, уравнивающую и делающую одинаковым всякое неравенство и различие, возникающие во всех вследствие греховной воли: я имею в виду человеколюбие, братолюбие, странноприимничество, нищелюбие, сочувствие, сострадание, смирение, кротость, душевное благородство, великодушие, негневливость, смиренномудрие, долготерпение, стойкость, доброта, спокойствие, благоволение и миролюбие ко всем.»— Из посланий Преп. Максима Исповедника

«Подлинно, великая вещь — человек, и драгоценная — муж милостивый. Милостыня бывает тогда, когда подается с усердием, со щедростью, когда ты думаешь, что не даешь, а получаешь, когда ты как бы получаешь благодеяние, когда ты как бы приобретаешь прибыль, а не теряешь; иначе это не было бы и благодеянием, потому что милующему другого нужно радоваться, а не роптать. В самом деле, не нелепо ли, если ты, освобождая другого от печали, сам предаешься печали?»— Свят. Иоанн Златоуст
«Нам жизнь дана, чтобы любить,

Любить без меры, без предела,

И всем страдальцам посвятить

Свой разум, кровь свою и тело,

Нам жизнь дана, чтоб утешать

Униженных и оскорбленных,

И согревать и насыщать

Нуждой и скорбью угнетенных.

Нам жизнь дана, чтоб до конца

Бороться со страстями, с ложью

И насаждать в свои сердца

Одну святую Правду Божью.

А правда в том, чтобы любить,

Любить без меры, без предела

И всем страдальцам посвятить

Свой разум, кровь свою и тело!..»— Схиигумен Савва (Остапенко)
…см. далее 

## В изобразительном искусстве
См. Любовь (христианская добродетель)#В изобразительном искусстве

#### В музыке
Miserere (Allegri)